# Antonin Pelc
Antonin Pelc (ur. 16 stycznia 1895 w Lišanach, zm. 24 marca 1967 w Pradze) – czeski malarz, karykaturzysta i ilustrator. W 1963 roku otrzymał tytuł Artysty narodowego. W czasie II wojny światowej w Stanach Zjednoczonych posługiwał się pseudonimem Antonín Peel.

## Życiorys
W latach 1913–1918 studiował malarstwo na Akademii Sztuk Pięknych w Pradze w pracowniach Vlaho Bukovaca i Maxa Pirnera. Poświęcił się swobodnemu malarstwu i spontanicznej karykaturze politycznej, publikował w czasopismach Šibeničky, Právo lidu, Tvorba, Rudé právo, Lidové Noviny, Kulturní tvorba, Literární Noviny.
Na początku wojny, w 1939 roku, wraz z Adolfem Hoffmeisterem wyemigrował do Francji, celem uniknięcia obozu koncetracyjnego. W końcu przez Maroko i Martynikę dotarł do USA, gdzie kontynuował ilustrację i karykaturę, m.in. dla The New York Times. Podróżował po świecie.
Po II wojnie światowej wrócił do Pragi i wstąpił do partii komunistycznej. Jego twórczość stała się nośnikiem ideologii komunistycznej. W późniejszych latach poświęcił się głównie malarstwu, na które wpływ miał późny kubizm. Ponadto wykładał na Akademii Sztuk Pięknych w Pradze.
W 1946 został mianowany profesorem ilustracji w Wyższej Szkole Rzemiosła Artystycznego w Pradze, a w 1955 roku profesorem Akademii Sztuk Pięknych w Pradze. W 1963 roku otrzymał tytuł artysty narodowego, był także laureatem nagrody państwowej (1951), został także odznaczony Orderem Pracy. W latach 1934–1949 był członkiem Stowarzyszenia Artystów Plastyków Mánes.